# 溴化镝
溴化镝是一种无机化合物，化学式为DyBr3。

## 制备
溴化镝的六水合物可从其溶液中结晶得到，将其在真空中和溴化铵共热，可以得到无水物。
氧化镝和溴化铝（高温下以Al2Br6的形式存在）在高温反应，生成配合物DyAl3Br12，它在较低温度分解为溴化镝。其总反应式为：
Dy2O3 + Al2Br6 → Al2O3 + 2 DyBr3